# Haroutioun Khatchatrian
Haroutioun Roubenovitch Khatchatrian,, (arménien : Հարություն Ռուբենի Խաչատրյան ; russe : Арутюн Рубенович Хачатрян), né le 9 janvier 1955 à Akhalkalaki en RSS de Géorgie, est un réalisateur, scénariste, chef opérateur et producteur de cinéma soviétique puis arménien ainsi que l'un des fondateurs et directeur du Festival international du film d'Erevan. Il est artiste du peuple arménien (2013), membre à part entière de l'Académie européenne du cinéma, lauréat du Prix d'État d'Arménie, du Prix de la Fondation Prince Claus (Pays-Bas), récipiendaire de la médaille Movses Khorenatsi et de l'Ordre des Arts et des Lettres du ministère français de la Culture.

## Filmographie

### Réalisateur
- 1987 - Kond (arménien : Կոնդ ; russe : Конд) (moyen métrage documentaire de 37 min)
- 1988 - La Ville blanche (arménien : Սպիտակ քաղաք ; russe : Белый город) (moyen métrage documentaire de 37 min]
- 1991 - Retour à la Terre promise (hy) (arménien : Վերադարձ ավետյաց երկիր ; russe : Возвращение на землю обетованную) (documentaire de 87 min)